# Haut-commissariat de la République française aux États-Unis
Le Haut-commissariat de la République française aux États-Unis est une instance politique chargée de renforcer et de coordonner la coopération militaire et économique avec les États-Unis durant la Première Guerre mondiale. Le poste de haut-commissaire est confié par décret du 15 avril 1917 à André Tardieu.

## Historique
L'entrée en guerre des États-Unis nécessite la coordination de l'aide apportée par les alliés américains. 
L'action du Haut Commissariat permet au Haut Commissaire à la direction générale de décider de toutes les mesures qu'exige la coopération de guerre franco-américaine. Le Haut Commissaire a les pleins pouvoirs sur toutes les missions militaires et civiles aux États-Unis. Au nom des Ministres, il donne les instructions générales et particulières et coordonne les actions auprès du Gouvernement de l'Union dans le domaine politique, du commerce et de l'Industrie. Il agit à cet effet, soit par lui-même, soit par son Délégué Général, soit aussi par les Directeurs du Haut Commissariat, dans la limite des délégations particulière qu'il leur confère. Après avoir pris l'avis des Directeurs intéressés, il prononce les mutations qu'il juge nécessaires dans le personnel. Les rapports avec les différents départements ministériels sont assurés par l'intermédiaire de l'Office des Missions de la Présidence du Conseil.
André Tardieu est chargé d'assurer la direction de cette coopération par un décret du gouvernement Ribot le 15 avril 1917. En décembre, Jules Jeanneney, sous-secrétaire d'État à la Présidence du Conseil et ministre de la Guerre du second gouvernement Clemenceau s'adjoint un Office central des relations franco-américaines dans l'objectif de centraliser le traitement des questions administratives. Parallèlement, l'État-major des armées crée un bureau dédié ainsi que des sections spéciales au sein de chacune de ses directions afin de coordonner la coopération militaire franco-américaine. En 1918, le Haut-commissariat comporte dix directions dont la direction militaire responsable des liens avec l'État-major américain.
Par décret du 19 juin 1918, le Haut-commissariat, toujours sous la direction d'André Tardieu, est transformé en Commissariat général des affaires de guerre franco-américaines. Celui-ci coiffe les services du Haut-commissariat à Washington et à New York, et ceux de l'Office central à Paris. Il est chargé, avec l'assistance d'un délégué général, d'un cabinet et d'un secrétariat général, de la direction des missions françaises aux États-Unis, notamment de l'instruction de l'armée américaine, et de coordonner les mesures techniques de coopération dans le domaine des affaires militaires, des finances et des achats, des transports maritimes et du blocus, des affaires administratives et techniques, de l'information et de la presse.
Un comité de liquidation franco-américain, également rattaché à la Présidence du Conseil, chargé du règlement du conflit, constitue la dernière mission du Commissariat général dissous le 1er avril 1919.

## Publications
- (en) Haut commissariat aux États-Unis, Exhibition of War Paintings by Soldiers of France, France, s.n., 1918, 16 p., in-8o (présentation en ligne).

### Fonds d'archives
- Fonds : New York : mission Tardieu aux États-Unis (1914-1920) [50 articles / 6,23 m.l.].  Cote : 476PO/1/1-50. Nantes : Centre des archives diplomatiques (CADN), Archives diplomatiques du ministère de l'Europe et des Affaires étrangères (MAEE) (présentation en ligne).